# Municipio de Bohnsack
El municipio de Bohnsack (en inglés: Bohnsack Township) es un municipio ubicado en el condado de Traill en el estado estadounidense de Dakota del Norte. En el año 2010 tenía una población de 55 habitantes y una densidad poblacional de 0,61 personas por km².

## Geografía
El municipio de Bohnsack se encuentra ubicado en las coordenadas 47°16′53″N 97°8′1″O / 47.28139, -97.13361. Según la Oficina del Censo de los Estados Unidos, el municipio tiene una superficie total de 90.8 km², de la cual 90,8 km² corresponden a tierra firme y (0 %) 0 km² es agua.

## Demografía
Según el censo de 2010, había 55 personas residiendo en el municipio de Bohnsack. La densidad de población era de 0,61 hab./km². De los 55 habitantes, el municipio de Bohnsack estaba compuesto por el 94,55 % blancos, el 1,82 % eran asiáticos y el 3,64 % eran de una mezcla de razas. Del total de la población el 0 % eran hispanos o latinos de cualquier raza.